# Adam Port

Keinemusik Crew - Adam Port staat helemaal links

Adam Port, geboren als Adam Polaszek (25 augustus 1979), is een Duitse dj en muziekproducent uit Berlijn. Hij is medeoprichter van het Keinemusik-collectief.

## Biografie
Polaszek groeide op in Berlijn en raakte in zijn jeugd betrokken bij de hardcorepunk-scene. Later ontwikkelde hij interesse in hiphop, turntablism en dj-technieken, waarna hij uiteindelijk techno en housemuziek ontdekte. In 2009 richtte hij samen met Rampa, &ME, Reznik en Monja Gentschow het onafhankelijke label en collectief Keinemusik op. Als dj trad Port op bij internationale festivals zoals Coachella, Circoloco, Burning Man, Tomorrowland en Time Warp. In zijn thuisstad Berlijn was hij actief als resident-dj in verschillende clubs.
In 2024 brak Port wereldwijd door met de single "Move", een samenwerking met Stryv, Keinemusik, Orso en Malachiii. Het nummer werd een groot succes op platforms als TikTok en Spotify en werd later opnieuw uitgebracht, onder meer met een bijdrage van Camila Cabello.
| Region             | Chart                                  | Peak Position |
| ------------------ | -------------------------------------- | ------------- |
| Belgium (Flanders) | Ultratop 50 Flanders                   | 1             |
| Belgium (Wallonia) | Ultratop 50 Wallonia                   | 4             |
| Netherlands        | Dutch Top 40                           | 4             |
| Netherlands        | Single Top 100                         | 2             |
| Luxembourg         | Billboard                              | 1             |
| United Kingdom     | UK Singles (OCC)                       | 10            |
| United Kingdom     | UK Indie (OCC)                         | 2             |
| United States      | Hot Dance/Electronic Songs (Billboard) | 4             |